# Jamie Spence
Jamie Spence (1963) is een golfprofessional uit Engeland. Hij speelt sinds 2013 op de Europese Senior Tour.

## Professional
Spence werd in 1985 professional. 
Zijn eerste overwinning op de Tour was gedenkwaardig. Hij begon bij het Zwitsers Open in Crans aan de vierde ronde met 10 slagen achterstand op leider Colin Montgomerie en maakte een score van 60 om in de play-off tegen Anders Forsbrand te komen. 

Het jaar 2000 was zijn beste jaar. Met een laatste ronde van 64 behaalde hij in Marokko zijn tweede en laatste overwinning. Daarna speelde hij de laatste editie van de Alfred Dunhill Cup en een paar maanden later speelde hij met Mark Davis de World Cup in Argentinië. Hun heenreis verliep niet vlekkeloos, hun vlucht van Miami naar Buenos Aires werd op het laatste moment geannuleerd, maar ze kregen de volgende ochtend een vroege vlucht zodat ze op tijd op het toernooi waren.
In de loop der jaren heeft hij ook 11 2de of 3de plaatsen behaald w.o. een 2de plaats bij het TNT Open op de Hilversumsche Golf Club in 2002.
In december 2003 volgde hij Mark James op als voorzitter van Toernooicommissie van de Europese Tour. Mede daardoor verloor hij zijn spelerskaart in 2004 maar in 2005 had hij die weer terugverdiend door drie top-10 plaatsen. Sinds 2013 speelt hij op de Europese Senior Tour en is hij ook radiocommentator bij Sky Sports.
Tijdens de laatste twee Ryder Cup's maakte hij deel uit van het begeleidende team. In januari 2014 kondigde de British Golf Association aan dat Spence tot leider is benoemd van het Britse team (dames en heren) bij de Olympische Zomerspelen 2016 in Rio de Janeiro.

### Gewonnen
- 1992: Canon European Masters (-17)
- 2000: Moroccan Open Méditel (-22)

### Teams
- World Cup: 2000 (met Brian Davis)
- Alfred Dunhill Cup: 1992 (winnaars), 2000

Jamie Spence is getrouwd en heeft twee zonen (1993, 1995). 